# Cephalosphaera eukrenaina
Cephalosphaera eukrenaina är en tvåvingeart som beskrevs av Skevington 1999. Cephalosphaera eukrenaina ingår i släktet Cephalosphaera och familjen ögonflugor. Inga underarter finns listade i Catalogue of Life.